# Vilém IV. Lucemburský
Vilém IV. Lucemburský, lucembursky Wilhelm Alexander vun Nassau (22. dubna 1852 Biebrich – 25. února 1912 zámek Berg) byl lucemburský velkovévoda v letech 1905–1912. Byl posledním legitimním mužským členem rodu Nasavských.

## Život
Narodil se jako syn předchozího velkovévody Adolfa Lucemburského a jeho manželky Adély Marie Anhaltsko-Desavské. Po smrti otce se 17. listopadu 1905 stal velkovévodou lucemburským a titulárním vévodou nasavským.
Po smrti Vilémova strýce prince Mikuláše-Viléma v roce 1905 byl jediným dalším legitimním mužem v dynastii Nassau-Weilburg Vilémův bratranec Jiří Mikuláš, hrabě z Merenbergu. Ten však pocházel z morganatického manželství, a tak v roce 1907 prohlásil Vilém jeho rodovou větev za nedynastickou (tzn. její členové nemohli dědit velkovévodský trůn) a jmenoval svou nejstarší dceru Marii-Adelaidu dědičkou lucemburského trůnu.
V roce 1908 těžce onemocněl a vládnutím pověřil svou manželku Marii Annu. Když pak v roce 1912 zemřel, na trůn nastoupila jejich dcera Marie-Adelaida. Ta po první světové válce musela abdikovat ve prospěch své sestry Charlotty, která poté vládla až do roku 1964.
Vilém IV. byl posledním lucemburským panovníkem, který (alespoň formálně) setrval ve svém úřadě až do smrti.

## Manželství a rodina
Dne 21. června 1893 se Vilém oženil s portugalskou infantkou Marií Annou. Z jejich manželství se narodilo šest dcer, němeli však žádné mužské potomky. Dvě z dcer se proto po Vilémově smrti staly panujícími lucemburskými velkovévodkyněmi, a to nejprve nejstarší Marie Adéla a po její abdikaci Šarlota.
- Marie-Adéla Lucemburská (14. června 1894 – 24. ledna 1924), dědička lucemburského trůnu, v letech 1912–1919 velkovévodkyně lucemburská, 14. ledna 1919 abdikovala
- Šarlota Lucemburská (23. ledna 1896 – 9. července 1985), velkovévodkyně lucemburská v letech 1919–1964, ⚭ 1919 Felix Bourbonsko-Parmský (28. října 1893 – 8. dubna 1970)
- Hilda Lucemburská (15. února 1897 – 8. září 1979), ⚭ 1930 Adolf ze Schwarzenbergu (18. srpna 1890 – 27. února 1950), kníže ze Schwarzenbergu, 15. vévoda krumlovský
- Antonie Lucemburská (7. října 1899 – 31. července 1954), ⚭ 1921 Ruprecht Bavorský (18. května 1869 – 2. srpna 1955), korunní princ bavorský
- Alžběta Lucemburská (7. března 1901 – 2. srpna 1950), ⚭ 1922 Ludvík Filip z Thurn-Taxisu (2. února 1901 – 22. dubna 1933)
- Žofie Lucemburská (14. února 1902 – 24. května 1941), ⚭ 1921 Ernst Heinrich Saský (9. prosince 1896 – 14. června 1971), královský princ a vévoda saský

## Vývod z předků
|                       |                                         |  |                                 |                                              |  |  |  |  |  |  |  | Karel Kristián Nasavsko-Weilburský |
|                       |                                         |  |                                 |                                              |  |  |  |  |  |  |  |                                    |
|                       | Fridrich Vilém Nasavsko-Weilburský      |  |                                 |                                              |  |  |  |  |  |  |  |                                    |
|                       |                                         |  |                                 |                                              |  |  |  |  |  |  |  |                                    |
|                       |                                         |  |                                 | Karolína Oranžsko-Nasavská                   |  |  |  |  |  |  |  |                                    |
|                       |                                         |  |                                 |                                              |  |  |  |  |  |  |  |                                    |
|                       | Vilém Nasavský                          |  |                                 |                                              |  |  |  |  |  |  |  |                                    |
|                       |                                         |  |                                 |                                              |  |  |  |  |  |  |  |                                    |
|                       |                                         |  |                                 | Vilém Jiří ze Sayn-Hachenburgu               |  |  |  |  |  |  |  |                                    |
|                       |                                         |  |                                 |                                              |  |  |  |  |  |  |  |                                    |
|                       | Luisa Isabela z Kirchbergu              |  |                                 |                                              |  |  |  |  |  |  |  |                                    |
|                       |                                         |  |                                 |                                              |  |  |  |  |  |  |  |                                    |
|                       |                                         |  |                                 | Isabela Augusta Reussová z Greiz             |  |  |  |  |  |  |  |                                    |
|                       |                                         |  |                                 |                                              |  |  |  |  |  |  |  |                                    |
|                       | Adolf Lucemburský                       |  |                                 |                                              |  |  |  |  |  |  |  |                                    |
|                       |                                         |  |                                 |                                              |  |  |  |  |  |  |  |                                    |
|                       |                                         |  |                                 | Arnošt Fridrich III. Sasko-Hildburghausenský |  |  |  |  |  |  |  |                                    |
|                       |                                         |  |                                 |                                              |  |  |  |  |  |  |  |                                    |
|                       | Fridrich Sasko-Altenburský              |  |                                 |                                              |  |  |  |  |  |  |  |                                    |
|                       |                                         |  |                                 |                                              |  |  |  |  |  |  |  |                                    |
|                       |                                         |  |                                 | Ernestina Sasko-Výmarská                     |  |  |  |  |  |  |  |                                    |
|                       |                                         |  |                                 |                                              |  |  |  |  |  |  |  |                                    |
|                       | Luisa Sasko-Hildburghausenská           |  |                                 |                                              |  |  |  |  |  |  |  |                                    |
|                       |                                         |  |                                 |                                              |  |  |  |  |  |  |  |                                    |
|                       |                                         |  |                                 | Karel II. Meklenbursko-Střelický             |  |  |  |  |  |  |  |                                    |
|                       |                                         |  |                                 |                                              |  |  |  |  |  |  |  |                                    |
|                       | Šarlota Georgina Meklenbursko-Střelická |  |                                 |                                              |  |  |  |  |  |  |  |                                    |
|                       |                                         |  |                                 |                                              |  |  |  |  |  |  |  |                                    |
|                       |                                         |  |                                 | Frederika Hesensko-Darmstadtská              |  |  |  |  |  |  |  |                                    |
|                       |                                         |  |                                 |                                              |  |  |  |  |  |  |  |                                    |
| Vilém IV. Lucemburský |                                         |  |                                 |                                              |  |  |  |  |  |  |  |                                    |
|                       |                                         |  |                                 |                                              |  |  |  |  |  |  |  |                                    |
|                       |                                         |  | Leopold III. Anhaltsko-Desavský |                                              |  |  |  |  |  |  |  |                                    |
|                       |                                         |  |                                 |                                              |  |  |  |  |  |  |  |                                    |
|                       | Fridrich Anhaltsko-Desavský             |  |                                 |                                              |  |  |  |  |  |  |  |                                    |
|                       |                                         |  |                                 |                                              |  |  |  |  |  |  |  |                                    |
|                       |                                         |  |                                 | Luisa Braniborsko-Schwedtská                 |  |  |  |  |  |  |  |                                    |
|                       |                                         |  |                                 |                                              |  |  |  |  |  |  |  |                                    |
|                       | Fridrich August Anhaltsko-Desavský      |  |                                 |                                              |  |  |  |  |  |  |  |                                    |
|                       |                                         |  |                                 |                                              |  |  |  |  |  |  |  |                                    |
|                       |                                         |  |                                 | Fridrich V. Hesensko-Homburský               |  |  |  |  |  |  |  |                                    |
|                       |                                         |  |                                 |                                              |  |  |  |  |  |  |  |                                    |
|                       | Amálie Hesensko-Homburská               |  |                                 |                                              |  |  |  |  |  |  |  |                                    |
|                       |                                         |  |                                 |                                              |  |  |  |  |  |  |  |                                    |
|                       |                                         |  |                                 | Karolína Hesensko-Darmstadtská               |  |  |  |  |  |  |  |                                    |
|                       |                                         |  |                                 |                                              |  |  |  |  |  |  |  |                                    |
|                       | Adelaida Marie Anhaltsko-Desavská       |  |                                 |                                              |  |  |  |  |  |  |  |                                    |
|                       |                                         |  |                                 |                                              |  |  |  |  |  |  |  |                                    |
|                       |                                         |  |                                 | Fridrich Hesensko-Kasselský                  |  |  |  |  |  |  |  |                                    |
|                       |                                         |  |                                 |                                              |  |  |  |  |  |  |  |                                    |
|                       | Vilém Hesensko-Kasselský                |  |                                 |                                              |  |  |  |  |  |  |  |                                    |
|                       |                                         |  |                                 |                                              |  |  |  |  |  |  |  |                                    |
|                       |                                         |  |                                 | Karolina Nasavsko-Usingenská                 |  |  |  |  |  |  |  |                                    |
|                       |                                         |  |                                 |                                              |  |  |  |  |  |  |  |                                    |
|                       | Marie Luisa Šarlota Hesensko-Kaselská   |  |                                 |                                              |  |  |  |  |  |  |  |                                    |
|                       |                                         |  |                                 |                                              |  |  |  |  |  |  |  |                                    |
|                       |                                         |  |                                 | Frederik Dánský                              |  |  |  |  |  |  |  |                                    |
|                       |                                         |  |                                 |                                              |  |  |  |  |  |  |  |                                    |
|                       | Luisa Šarlota Dánská                    |  |                                 |                                              |  |  |  |  |  |  |  |                                    |
|                       |                                         |  |                                 |                                              |  |  |  |  |  |  |  |                                    |
|                       |                                         |  |                                 | Žofie Frederika Meklenbursko-Zvěřínská       |  |  |  |  |  |  |  |                                    |
|                       |                                         |  |                                 |                                              |  |  |  |  |  |  |  |                                    |